# Redá Tukar
Redá Haszan Tukar Fallata (arabul: رضا حسن تُكر فلاتة; Dzsidda, 1975. november 29. –) szaúd-arábiai válogatott labdarúgó.

## Pályafutása

### Klubcsapatban
1993 és 2000 között az Ohud Club csapatában játszott. 2001 és 2004 között az Es-Sabáb játékosa volt. 2004 és 2013 között az El-Áttihád csapatát erősítette, melynek tagjaként 2004-ben és 2005-ben megnyerte az AFC-bajnokok ligáját Háromszoros szaúdi bajnok (2004, 2007, 2009).

### A válogatottban
2002 és 2009 között 68 alkalommal játszott a szaúd-arábiai válogatottban és 9 gólt szerzett. Részt vett a 2002-es és a 2006-os világbajnokságon, illetve a 2004-es és a 2007-es Ázsia-kupán, ahol ezüstérmet szerzett.

## Sikerei, díjai
Es-Sabáb
- Szaúd-arábiai bajnok (1): 2003–04

El-Ittihád
- Szaúd-arábiai bajnok (2): 2006–07, 2008–09
- AFC-bajnokok ligája győztes (2): 2004, 2005

Szaúd-Arábia
- Ázsia-kupa döntős (1): 2007